# Bidens ferulifolia
Bidens ferulifolia là một loài thực vật có hoa trong họ Cúc. Loài này được (Jacq.) Sweet mô tả khoa học đầu tiên năm 1830.